# Републикански път III-408
Републикански път IIІ-408 е третокласен път, част от републиканската пътна мрежа на България, преминаващ по територията на области Търговище и Велико Търново. Дължината му е 38,7 км.
Пътят се отклонява надясно при 201,6 км на Републикански път I-4 в южния край на село Камбурово и се насочва на югозапад през историко-географската област Сланник. Последователно преминава през селата Таймище, Глашатай, Калнище и Старчище и при село Стеврек слиза в дълбоката долина на Стара река (десен приток на Янтра). От там пътят изкачва най-източните части на Еленските височини, минава покрай село Чеканци и навлиза във Великотърновска област. След като премине през малкото село Глоговец следва стръмно спускане по южните склонове на Еленските височини към най-горното течение на Бебровска река (от басейна на Стара река) и източно от село Константин се съединява с Републикански път II-53 при неговия 63 км.
При 10,7 км на Републикански път IIІ-408, след село Таймище надясно се отделя Републикански път III-4082 (37,5 км) през селата Капище, Свободица, Банковец, Длъжка поляна, Стара речка, Чешма и Кесарево до 158,1 км на Републикански път I-4.
| Пътища, отклоняващи се надясно (населено място, № на пътя, посока на пътя) | Км   | Пътища, отклоняващи се наляво (посока на пътя, № на пътя, населено място)                      |
| -------------------------------------------------------------------------- | ---- | ---------------------------------------------------------------------------------------------- |
| Община Омуртаг, Област Търговище, I-4, 201,6 км, с. Камбурово → .          | 0,0  | → с. Камбурово, 201,6 км, I-4, Област Търговище, Община Омуртаг → общински път (за с. Царевци) |
|                                                                            | 2,7  | ← 10,1 км, III-4802 (от гр. Омуртаг)                                                           |
| Община Антоново                                                            | 5,4  | Община Антоново                                                                                |
|                                                                            | 5,6  | → общински път (за с. Вельово)                                                                 |
| с. Таймище                                                                 | 8,1  | с. Таймище                                                                                     |
| (от 180,1 км на I-4) III-4006, 14,2 км →                                   | 9,2  |                                                                                                |
| (до 158,1 км на I-4) III-4082, 0 км ←                                      | 10,7 |                                                                                                |
|                                                                            | 11,2 | → общински път (за с. Милино)                                                                  |
| с. Глашатай                                                                | 12,2 | с. Глашатай                                                                                    |
|                                                                            | 14,3 | → общински път (за с. Свирчово)                                                                |
| с. Калнище                                                                 | 17,5 | с. Калнище                                                                                     |
| (за с. Великовци) общински път ←                                           | 20,5 |                                                                                                |
| (за с. Слънчовец) общински път, с. Старчище ←                              | 21,1 | с. Старчище                                                                                    |
| с. Стеврек                                                                 | 23,7 | → с. Стеврек, общински път (за селата Равно село и Черна вода)                                 |
|                                                                            | 27,9 | → общински път (за с. Чеканци)                                                                 |
| Община Елена, Област Велико Търново                                        | 30,3 | Област Велико Търново, Община Елена                                                            |
| с. Глоговец                                                                | 31,9 | с. Глоговец                                                                                    |
| (от с. Поликраище) II-53, 63 км →                                          | 38,7 | → 63 км, II-53 (до гр. Средец)                                                                 |